# Стоун, Оливер
Уи́льям О́ливер Сто́ун (англ. William Oliver Stone; род. 15 сентября 1946, Нью-Йорк, США) — американский кинорежиссёр, сценарист и продюсер. Обладатель трёх премий «Оскар». Участник Вьетнамской войны.
Первую премию «Оскар» — за лучший адаптированный сценарий — Стоун получил как сценарист фильма «Полуночный экспресс» (1978). Известность ему принесла военная драма «Взвод» (1986), в которой он был сценаристом и режиссёром и за которую он получил третью премию «Оскар» — за лучшую режиссуру (также в активе ленты статуэтка за лучший фильм). «Взвод» стал первой картиной из трилогии о войне во Вьетнаме, на которой Стоун служил солдатом пехоты. Он продолжил сериал фильмами «Рождённый четвёртого июля» (1989), за который получил свой второй «Оскар» за режиссуру, и «Небо и земля» (1993).
Среди других работ Оливера Стоуна — драма «Сальвадор» о гражданской войне в Сальвадоре (1986); финансовая драма «Уолл-стрит» (1987) и её продолжение «Уолл-стрит: Деньги не спят» (2010); биографический фильм о Джиме Моррисоне «Дорз» (1991); сатирический комедийный криминальный фильм «Прирождённые убийцы» (1994); трилогия фильмов об американских президентах: «Джон Ф. Кеннеди. Выстрелы в Далласе» (1991), «Никсон» (1995), «Буш» (2008); и «Сноуден» (2016).

## Биография

### Ранние годы
Оливер Стоун родился 15 сентября 1946 года в Нью-Йорке, США. Отец Стоуна еврей, мать — француженка из католической семьи, но оба не были религиозными, поэтому в качестве компромисса будущего кинорежиссёра определили в евангелистскую школу (ныне Стоун считает себя буддистом). Его отец, брокер Луис Силверстайн (англ. Louis Silverstein, 1910—1985), изменил свою фамилию на Стоун, во время учёбы в Йельском университете. Мать, Жаклин Годде (англ. Jacqueline Goddet, род. 1926), была дочерью парижского пекаря. Родители познакомились, когда 35-летний майор Луис Стоун, экономист по образованию, проходил воинскую службу в послевоенной Европе в качестве советника по экономическим вопросам в берлинской штаб-квартире Дуайта Эйзенхауэра. В 1962 году родители развелись, и мать вернулась в Европу; Оливер воспитывался отцом.
Окончив колледж в Пенсильвании, Стоун вернулся в Нью-Йорк и поступил в Йельский университет, но, проучившись там менее года, забросил учёбу и отправился в Южный Вьетнам в качестве преподавателя английского (в Свободном тихоокеанском колледже), ещё через год перебрался в штат Орегон, а затем — Мексику. В 1967 году был призван в армию и опять отправился во Вьетнам. Во Вьетнаме Стоун воевал более года — с сентября 1967 года по ноябрь 1968 года, участвовал в крупном сражении за базу огневой поддержки «Бёрт» и был дважды ранен. Вернувшись с войны с несколькими боевыми наградами (в том числе «Бронзовой звездой» и «Пурпурным сердцем»), Оливер поступил в Нью-Йоркский университет, где учился у Мартина Скорсезе.

### Творчество
В кино Стоун дебютировал в 1971 году с короткометражной лентой «Последний год во Вьетнаме».
В начале 1980-х Стоун переменил свои взгляды от умеренно-правых до левых и выступил с рядом политических фильмов, первым из которых был «Сальвадор» (1986), повествующий о жестоком терроре финансируемых администрацией Рейгана «эскадронов смерти» (в котором погибают тысячи людей, в том числе архиепископ Оскар Ромеро, павший от руки убийцы после церемонии в церкви) в этой центральноамериканской стране.

#### Вьетнамская трилогия
Свой личный военный опыт режиссёр отобразил во «вьетнамской трилогии», состоящей из картин «Взвод» (1986), «Рождённый четвёртого июля» (1989) и «Небо и Земля» (1993). Если «Взвод» — по большей части автобиографическое произведение, то в «Рождённом четвёртого июля» Стоун обращается к судьбе ветерана-инвалида Рональда Ковика, ставшего антивоенным активистом, а в «Небе и Земле» впервые представляет взгляд на Вьетнамскую войну «с той стороны» — от имени вьетнамской девушки Ле Ли Хейслип, претерпевающей все лишения, вызванные войной.

#### «Джон Кеннеди. Выстрелы в Далласе»
В 1991 году вышел фильм «Джон Ф. Кеннеди. Выстрелы в Далласе» (англ. JFK), пересматривающий выводы комиссии Уоррена относительно убийства президента Кеннеди. В фильме отображено независимое расследование, проведённое прокурором Нового Орлеана Джимом Гаррисоном, который утверждал, что опроверг изложенную в докладе комиссии официальную версию о «волшебной пуле» и роли «убийцы-одиночки» Ли Харви Освальда в покушении. Стоун идёт ещё дальше и указывает на заинтересованность корпораций и спецслужб, тесно связанных с уголовным миром (в частности, с предпринимателем Клеем Шоу), в устранении президента Кеннеди, которое позволило развязать полномасштабное вторжение во Вьетнам. Фильм вызвал ожесточённые споры в американском обществе.

#### Документалистика
Оливер Стоун приветствовал социальные трансформации в направлении «социализма XXI века» в Латинской Америке, особенно Боливарианскую революцию в Венесуэле.
Стоун снял три документальных фильма о Фиделе Кастро: «Команданте» (2003), «В поисках Фиделя» (2004) и «Кастро зимой» (2012).
В 2009 году была закончена работа над полнометражным документальным фильмом «К югу от границы» о руководителях Латинской Америки. В нём использованы интервью Стоуна с семью президентами: Уго Чавес (Венесуэла), Эво Моралес (Боливия), Рафаэль Корреа (Эквадор), Рауль Кастро (Куба), супруги Киршнер (Аргентина), Лула да Силва (Бразилия) и Фернандо Луго (Парагвай). Чавес лично сопровождал Стоуна на премьере документального фильма на Международном кинофестивале в Венеции в сентябре 2009 года. Фильм вышел на экраны кинотеатров в нескольких городах США и Европы летом 2010 года.
В марте 2014 года в годовщину смерти Чавеса Стоун выпустил фильм «Mi Amigo Hugo» («Мой друг Уго»).
Стоун также снял «Персону нон грата» — документальный фильм об израильско-палестинских отношениях, включавшее интервью нескольких известных деятелей Израиля, в том числе Эхуда Барака, Биньямина Нетаньяху и Шимона Переса, а также лидера Организации освобождения Палестины Ясира Арафата.
В 2012 году канал Showtime показал документальный сериал «Нерассказанная история Соединённых Штатов Оливера Стоуна», в котором Стоун выступил как один из сценаристов, а также как режиссёр, продюсер и рассказчик.

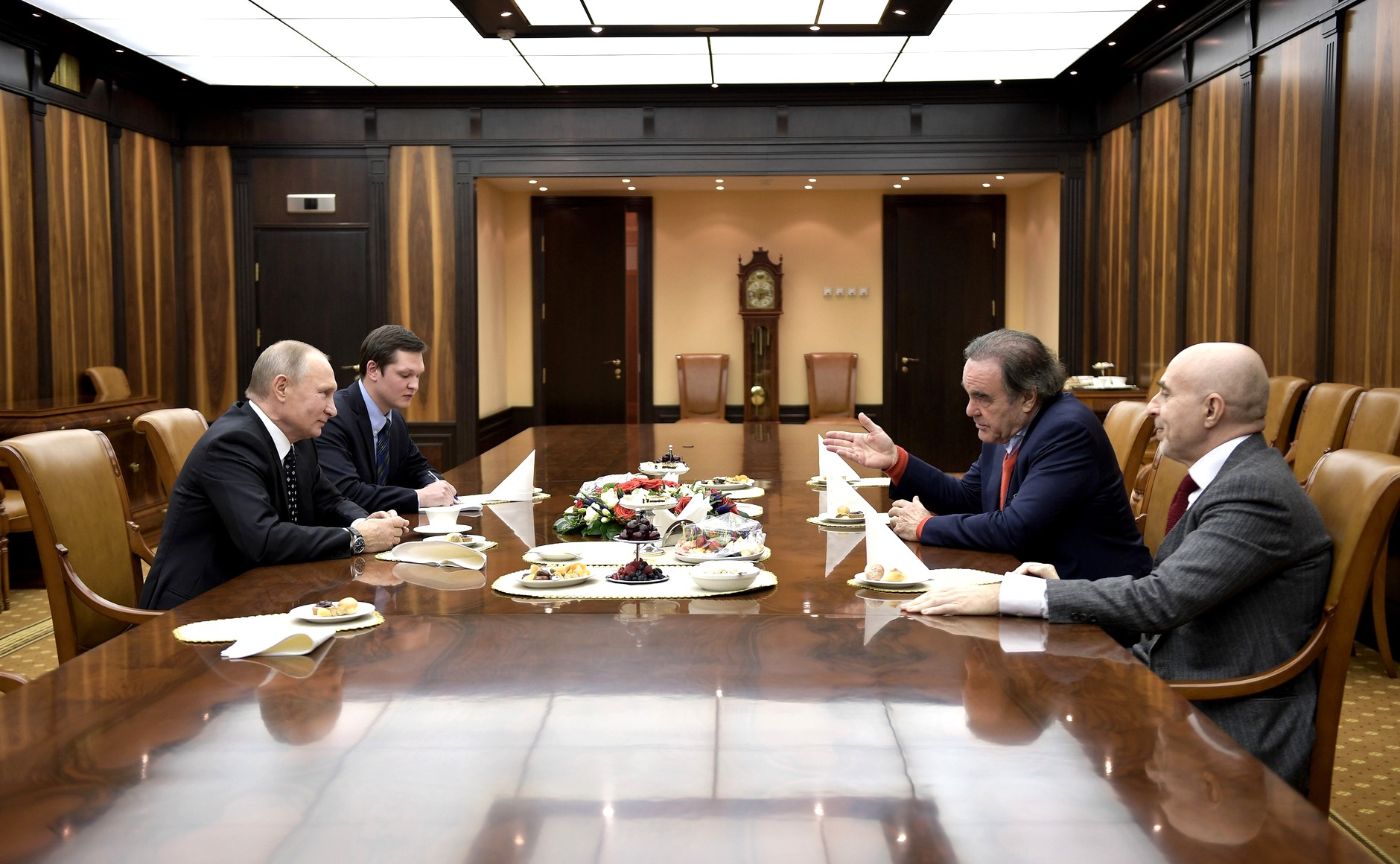
Встреча с Президентом России Владимиром Путиным. Москва, Кремль, 1 декабря 2017 года

В 2016 году вышел документальный пропагандистский фильм «Украина в огне» о событиях Евромайдана на Украине в 2014 году. Оливер Стоун выступил в качестве продюсера фильма и взял для него интервью у президента России Владимира Путина и бывшего президента Украины Виктора Януковича.
В ноябре 2014 года Стоун заявил о желании снять многосерийный фильм о российском президенте Владимире Путине. Он отмечал, что хочет взять у российского лидера интервью, чтобы «показать ту точку зрения, которую американцы не хотят слышать». В 2015—2017 годах режиссёр снял фильм «Интервью с Путиным» о Президенте России Владимире Путине. Премьерный показ этого фильма в США состоялся 12-15 июня 2017 года на канале Showtime. В России его показали по каналу «Первый канал» 19-22 июня 2017 года.
Летом 2021 года был анонсирован документальный проект «Казах. История золотого человека», который посвящён Нурсултану Назарбаеву. Премьера картины состоялась в октябре того же года на Римском кинофестивале.
27 ноября 2017 года принял участие в форуме «Synergy Global Forum 2017».[значимость факта?]

### Религиозные взгляды
В ранние годы считал себя не слишком религиозным протестантом, потом принял буддизм.
В 1997 году, наряду с другими известными актёрами и руководителями Голливуда, Оливер Стоун подписал открытое письмо немецкому канцлеру Гельмуту Колю, опубликованное в газете International Herald Tribune, в котором заявлялось о недопустимости ущемления религиозных прав последователей саентологии в Германии.

### Политические взгляды
Оливер Стоун является антиимпериалистом и одобряет работы критика внешней политики США Уильяма Блама, говоря, что они должны преподаваться в школах и университетах.
Стоун подверг критике поддерживаемую американцами Операцию «Кондор» — операцию, которая осуществляла убийства и пытки людей в поддержку правых диктатур Южной Америки в Аргентине (см. Грязную войну), Боливии, Бразилии, Чили, Парагвае, Уругвае.
Оливер Стоун открыто выступил сторонником основателя Wikileaks Джулиана Ассанжа. В июне 2012 года он подписал петицию в поддержку заявки Ассанжа для предоставления ему политического убежища в Эквадоре.
В 2012 году Стоун положительно отзывался о Бараке Обаме. Но, спустя годы, выступая на кинофестивале в Сан-Себастьяне, Стоун сказал, что многие американцы разочаровались в политике Барака Обамы, изначально думая, что он будет «человеком большой честности». Он сказал: «Наоборот, Обама удвоил усилия в продолжении политики администрации Джорджа Буша младшего» и «создал государство с самой массовой глобальной слежкой, намного превзойдя Штази».
В апреле 2018 года он принял участие в пресс-конференции на кинофестивале в Тегеране, где он сравнил президента Дональда Трампа с «Вельзевулом» — библейским демоном. Хотя Стоун проголосовал за Джо Байдена в 2020 году, он критиковал Демократическую партию за лицемерие; Стоун утверждал, что демократы не обеспокоены странным подсчетом голосов на выборах так же, как они были обеспокоены этим в 2016 году.
Ряд американских СМИ выступил с критикой Оливера Стоуна за документальный фильм «Интервью с Путиным». Автор американского журнала Foreign Policy Эмили Тэмкин критикует Стоуна за «подобострастие» и «потворствование своему герою в высказывании конспирологических теорий и бездоказательных заявлений», а также использование клише, игнорирование деталей и замалчивание ряда тем (избрание, теракты в Москве и Беслане, протестное движение и его преследование).
В 2022 году поддержал начало вторжения России на Украину, но к середине марта сменил отношение к конфликту на критическое. Однако в конце года он продолжал настаивать, что «…дело совсем не простое, и все просто кричат: „Русские атакуют“. И кто это вызвал? Что происходит там на Донбассе с 2014 года, и сколько людей уехало оттуда из-за того, что США усиленно вооружали украинскую армию. С 2014 года Украина перестала быть нейтральной, она была против русских и именно это нарушило баланс военной техники и отсюда идёт война».
В мае 2023 года в интервью The Guardian Оливер Стоун, отвечая на вопрос, изменилось ли его отношение к президенту России после последних тревожных событий, заметил: «Россия отлично справляется с ядерной энергетикой… Путин — великий лидер для своей страны, и народ его любит». Также Стоун поделился своим отношением к президенту США Джо Байдену, назвав его «солдатом холодной войны в худшем смысле этого слова».

## Семья
Оливер Стоун был женат три раза, имеет троих детей.
Его первой женой была Найва Саркис. Они поженились 16 мая 1971 года, а развелись в 1977 году.
Затем 6 июня 1981 года он женился на Элизабет Кокс. У них двое сыновей: Шон Кристофер (род. в 1984 году) и Майкл Джек (род. в 1991 году). Оливер и Элизабет развелись в августе 1994 года.
Стоун в настоящее время женат на Сун-Чжун Юнг, и у них есть дочь Тара.

## Награды
За время военной службы Оливер Стоун был награждён медалью «Бронзовая звезда» с литерой «V», медалью «Пурпурное сердце» с пучком дубовых листьев, Воздушной медалью, Похвальной медалью Армии, медалью «За службу национальной обороне», медалью «За службу во Вьетнаме», медалью вьетнамской кампании, знаком боевого пехотинца.
Оливер Стоун является обладателем трёх премий Американской киноакадемии «Оскар». Первую он получил в 1978 за лучший адаптированный сценарий к фильму Алана Паркера «Полуночный экспресс». Две остальные награды были вручены ему уже как режиссёру двух фильмов из «вьетнамской трилогии» — «Взвод» и «Рождённый четвёртого июля».
Оливер Стоун — призёр множества кинофестивалей, обладатель таких наград, как:
- «Оскар» (лучшая режиссура 1987 и 1990, лучший адаптированный сценарий 1979)
- «Золотой глобус» (лучшая режиссёрская работа 1987, 1990, 1992 и лучший сценарий 1979, 1990)
- «Серебряный медведь» Берлинского кинофестиваля (лучшая режиссёрская работа 1987)
- «Золотой медведь» Берлинского кинофестиваля (1990)
- BAFTA (лучшая режиссёрская работа 1988)
- «Специальный приз жюри» Венецианского кинофестиваля (1994).
- «Специальный приз за выдающийся вклад в мировое кино» Кинофестиваль в Карловых Варах (2013)
- Специальный приз Donostia за выдающиеся персональные достижения в честь 60-летия Международного кинофестиваля в Сан-Себастьяне (2012)

## Фильмография
| 1971 | Последний год во Вьетнаме               | зелёная ✓ |           |           |           |                    |                |
| 1973 | Сахарное печенье                        |           |           | зелёная ✓ |           |                    |                |
| 1974 | Захват                                  | зелёная ✓ | зелёная ✓ |           |           |                    |                |
| 1978 | Полуночный экспресс                     |           | зелёная ✓ |           |           |                    |                |
| 1979 | Безумец с Мартиники                     | зелёная ✓ |           |           |           |                    |                |
| 1981 | Рука                                    | зелёная ✓ | зелёная ✓ |           | зелёная ✓ | Бомж               |                |
| 1982 | Конан-варвар                            |           | зелёная ✓ |           |           |                    |                |
| 1983 | Лицо со шрамом                          |           | зелёная ✓ |           |           |                    |                |
| 1985 | Год дракона                             |           | зелёная ✓ |           |           |                    |                |
| 1986 | Восемь миллионов способов умереть       |           | зелёная ✓ |           |           |                    |                |
| 1986 | Взвод                                   | зелёная ✓ | зелёная ✓ |           | зелёная ✓ | Майор в бункере    |                |
| 1986 | Сальвадор                               | зелёная ✓ | зелёная ✓ | зелёная ✓ |           |                    |                |
| 1987 | Уолл-Стрит                              | зелёная ✓ | зелёная ✓ |           | зелёная ✓ | Трэйдер            |                |
| 1988 | Радиоболтовня                           | зелёная ✓ | зелёная ✓ |           |           |                    |                |
| 1989 | Рождённый четвёртого июля               | зелёная ✓ | зелёная ✓ | зелёная ✓ | зелёная ✓ | Репортёр газеты    |                |
| 1989 | Голубая сталь                           |           |           | зелёная ✓ |           |                    |                |
| 1991 | Джон Ф. Кеннеди. Выстрелы в Далласе     | зелёная ✓ | зелёная ✓ | зелёная ✓ |           |                    |                |
| 1991 | Дорз                                    | зелёная ✓ | зелёная ✓ |           | зелёная ✓ | Преподаватель UCLA |                |
| 1992 | Голова зебры                            |           |           | зелёная ✓ |           |                    |                |
| 1992 | Против течения                          |           |           | зелёная ✓ |           |                    |                |
| 1993 | Небо и земля                            | зелёная ✓ | зелёная ✓ | зелёная ✓ |           |                    |                |
| 1993 | Дикие пальмы                            |           |           | зелёная ✓ | зелёная ✓ | камео              |                |
| 1993 | Клуб «Счастливчик»                      |           |           | зелёная ✓ |           |                    |                |
| 1994 | Новое время                             |           |           | зелёная ✓ |           |                    |                |
| 1994 | Прирождённые убийцы                     | зелёная ✓ | зелёная ✓ |           |           |                    |                |
| 1995 | Никсон                                  | зелёная ✓ | зелёная ✓ | зелёная ✓ |           |                    |                |
| 1995 | Обвинительный акт: Суд над Макмартинами |           |           | зелёная ✓ |           |                    |                |
| 1996 | Эвита                                   |           | зелёная ✓ |           |           |                    |                |
| 1996 | Народ против Ларри Флинта               |           |           | зелёная ✓ |           |                    |                |
| 1996 | Убийца: дневник убийств                 |           |           | зелёная ✓ |           |                    |                |
| 1996 | Шоссе                                   |           |           | зелёная ✓ |           |                    |                |
| 1997 | Поворот                                 | зелёная ✓ |           |           |           |                    |                |
| 1997 | Холод в сердце                          |           |           | зелёная ✓ |           |                    |                |
| 1998 | Спаситель                               |           |           | зелёная ✓ |           |                    |                |
| 1999 | Каждое воскресенье                      | зелёная ✓ | зелёная ✓ | зелёная ✓ | зелёная ✓ | Таг Ковальски      |                |
| 2003 | Команданте                              | зелёная ✓ | зелёная ✓ | зелёная ✓ |           |                    | документальный |
| 2003 | Персона нон грата                       | зелёная ✓ |           |           |           |                    | документальный |
| 2004 | Александр                               | зелёная ✓ | зелёная ✓ | зелёная ✓ |           |                    |                |
| 2004 | В поисках Фиделя                        | зелёная ✓ | зелёная ✓ |           |           |                    | документальный |
| 2006 | Башни-близнецы                          | зелёная ✓ |           | зелёная ✓ |           |                    |                |
| 2008 | Буш                                     | зелёная ✓ |           |           |           |                    |                |
| 2009 | К югу от границы                        | зелёная ✓ |           |           |           |                    | документальный |
| 2010 | Уолл-стрит: Деньги не спят              | зелёная ✓ | зелёная ✓ | зелёная ✓ | зелёная ✓ |                    |                |
| 2012 | Проклятый камень                        |           |           |           | зелёная ✓ |                    |                |
| 2012 | Особо опасны                            | зелёная ✓ | зелёная ✓ |           |           |                    |                |
| 2012 | Нерассказанная история США              | зелёная ✓ | зелёная ✓ | зелёная ✓ | зелёная ✓ | рассказчик         | документальный |
| 2016 | Украина в огне                          |           |           | зелёная ✓ |           | интервьюер         | документальный |
| 2016 | Сноуден                                 | зелёная ✓ | зелёная ✓ |           |           |                    |                |
| 2017 | Интервью с Путиным                      | зелёная ✓ | зелёная ✓ |           | зелёная ✓ | интервьюер         | документальный |
| 2019 | В борьбе за Украину                     |           |           | зелёная ✓ |           | интервьюер         | документальный |
| 2021 | Казах: история золотого человека        |           |           | зелёная ✓ |           | интервьюер         | документальный |